# The 5000 Spirits or the Layers of the Onion
| Recensione              | Giudizio    |
| ----------------------- | ----------- |
| AllMusic                | [ 1 ]       |
| Sputnikmusic            | 3.5 (Great) |
| Piero Scaruffi          | [ 3 ]       |
| Dizionario del Pop-Rock | [ 4 ]       |
| 24.000 dischi           | [ 5 ]       |
| Pitchfork               | [ 6 ]       |

The 5000 Spirits or the Layers of the Onion è il secondo LP del gruppo musicale The Incredible String Band, pubblicato nel luglio del 1967 dalla Elektra Records.

## Il disco
Dalla registrazione del loro album di debutto dell'anno precedente, il trio originario è stato ridotto a due componenti, Mike Heron e Robin Williamson. Hanno registrato "The 5000 Spirits ..." a Londra nei primi mesi del 1967. L'album inoltre vede la partecipazione di Danny Thompson al contrabbasso, la ragazza di Williamson, Licorice McKechnie, alla voce e alle percussioni, il maestro di sitar Nazir Jairazbhoy (accreditato come "Soma") e al pianoforte, l'attivista della contro-cultura John "Hoppy" Hopkins, che aveva appena istituito il locale di musica underground UFO Club a Londra con il produttore dell'album, Joe Boyd.
Nell'album è possibile notare un notevole sviluppo musicale e un suono più uniforme della ISB. Essi infatti hanno dimostrato le loro abilità come multi-strumentisti e cantautori, guadagnando ampio successo. Oltre alle recensioni favorevoli della stampa musicale, l'album è stato accolto con entusiasmo dal DJ John Peel, che mandò in onda le tracce dell'album nel suo influente programma radiofonico Radio Radio Londra a Perfumed Garden. "The 5000 Spirits ..." è stato al primo posto nella UK folk chart. Paul McCartney ha considerato tale album come uno dei suoi dischi preferiti di quell'anno.
I testi, i vari strumenti indiani/arabi della band, e la copertina dell'album, hanno contribuito a etichettare l'album come un'opera psichedelica. Gran parte della musica stessa, tuttavia, attinge più in generale alla musica tradizionale britannica. Con la sua miscela di stili musicali, l'album ha aperto la strada per incursioni più estese della band nella psichedelia e allo stesso tempo contiene riferimenti stravaganti a dialoghi.

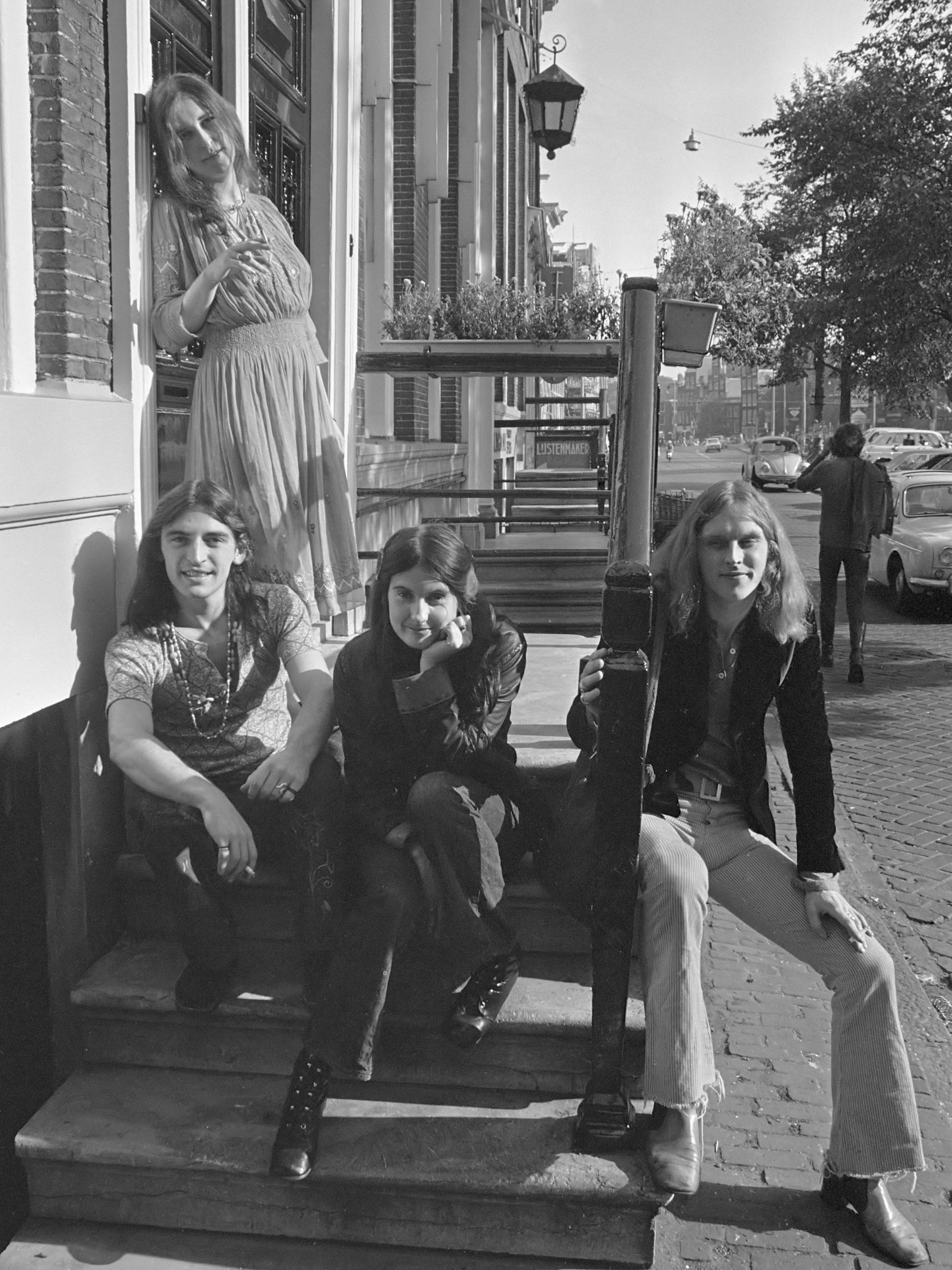
The Incredible String Band

Nel 2002, Rowan Williams, l'arcivescovo di Canterbury, scelse The Hedgehog's Song per la sua apparizione sul programma radiofonico della BBC Desert Island Discs. Descrisse il passaggio in questo modo: "Oh, sai tutte le parole, e hai cantato tutte le note / Ma non hai mai davvero imparato la canzone, cantò lei / Me lo dice la tristezza nei tuoi occhi / che non hai mai davvero imparato la canzone", come un vigoroso compendio della vita e delle relazioni.

## Tracce
Lato A
1. Chinese White – 3:34 (Mike Heron)
2. No Sleeping Blues – 3:48 (Robin Williamson)
3. Painting Box – 3:58 (Mike Heron)
4. The Mad Hatter's Song – 5:35 (Robin Williamson)
5. Little Cloud – 3:52 (Mike Heron)
6. The Eyes of Fate – 3:56 (Robin Williamson)

Lato B
1. Blues for the Muse – 2:44 (Robin Williamson)
2. The Hedgehog's Song – 3:26 (Mike Heron)
3. First Girl I Loved – 4:51 (Robin Williamson)
4. You Know What You Could Be – 2:44 (Mike Heron)
5. My Name Is Death – 2:42 (Robin Williamson)
6. Gently Tender – 4:45 (Mike Heron)
7. Way Back in the 1960s – 3:08 (Robin Williamson)

## Musicisti
Chinese White
- Mike Heron - voce solista, chitarra
- Robin Williamson - bowed gimbri, voce

No Sleep Blues
- Robin Williamson - voce solista, chitarra, flauto
- Mike Heron - chitarra solista

Painting Box
- Mike Heron - voce solista, chitarra
- Robin Williamson - chitarra solista, flauto, voce
- Licorice (Christina McKechnie)[10] - voce, finger cymbals
- Danny Thompson - basso

The Mad Hatter's Song
- Robin Williamson - voce, chitarra
- Soma (Nazir Jairazbhoy)[8][11] - sitar, tamboura
- John Hopkins - pianoforte
- Danny Thompson - basso

Little Cloud
- Mike Heron - voce solista, chitarra
- Robin Williamson - batteria, rattles, voce

The Eyes of Fate
- Robin Williamson - voce solista, chitarra
- Mike Heron - chitarra solista, voce
- Licorice (Christina McKechnie) - voce

Blues for the Muse
- Robin Williamson - voce solista, chitarra
- Mike Heron - armonica, voce
- Danny Thompson - basso

The Hedgehog's Song
- Mike Heron - voce solista, chitarra
- Robin Williamson - batteria, voce

First Girl I Loved
- Robin Williamson - voce, chitarra
- Danny Thompson - contrabbasso

You Know What You Could Be
- Mike Heron - voce solista, chitarra
- Robin Williamson - mandolino, oud, batteria, flauto, voce
- Danny Thompson - basso

My Name Is Death
- Robin Williamson - voce, chitarra

Gently Tender
- Mike Heron - voce solista, chitarra
- Robin Williamson - batteria, basso gimbri, flauto, voce
- Licorice McKechnie - voce

Way Back in the 1960s
- Robin Williamson - voce solista, chitarra
- Mike Heron - chitarra solista, voce
- Danny Thompson - basso[12]

Note aggiuntive
- Joe Boyd - produttore
- Registrazioni effettuate nel marzo-aprile 1967[7] al Sound Techniques di Londra (Inghilterra)
- John Wood - ingegnere delle registrazioni
- Iain Skinner - fotografie
- Simon & Marijke - grafica e design album[13]